# T'ho vista piangere/Piangere un po'
T'ho vista piangere/Piangere un po'  è il 13º singolo discografico di Mina, pubblicato agli inizi di luglio 1959 dall'etichetta Italdisc.

## Storia
Entrambi i brani, in cui Mina è accompagnata dall'orchestra di Giulio Libano che ne è anche l'arrangiatore, sono inseriti nella raccolta su CD Ritratto: I singoli Vol. 1 del 2010. Il brano T'ho vista piangere è una cover del brano cantato in origine da Alfredo Clerici e inciso su 78 giri nel marzo del 1941 con l'Orchestra da ballo dell'EIAR diretta dal maestro Cinico Angelini.
Presente solo nell'antologia L'oro di Mina del 1987. Il brano Piangere un po'  fa parte sia dell'EP ufficiale Buon dì/Piangere un po'/Tintarella di luna/La verità dello stesso anno, sia dell'album d'esordio Tintarella di luna del successivo.

## Copertina
Ha un'unica copertina ufficiale Archiviato il 20 dicembre 2016 in Internet Archive. col il suo retro, oltre la consueta generica custodia rossa forata a marchio Italdisc / Broadway.

## Tracce
Lato A
1. T'ho vista piangere – 2:08 (testo: Enzo Luigi Poletto – musica: Arturo Casadei; edizioni musicali Cantanapoli)

Lato B
1. Piangere un po' – 2:27 (testo: Leo Chiosso "Roxy Bob" – musica: Umberto Prous; edizioni musicali Peer)